# Evangelische Kirche Bruck an der Mur

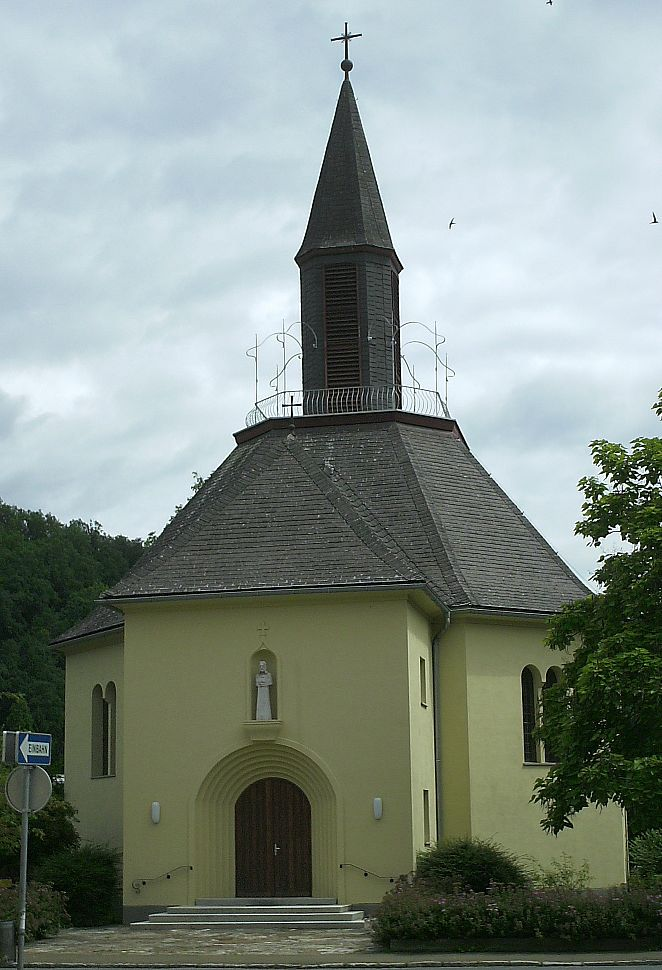
Evangelische Kirche Bruck an der Mur

Die Evangelische Kirche ist die evangelische Gemeindekirche von Bruck an der Mur in der Steiermark. Sie gehört der Evangelischen Superintendentur A. B. Steiermark an.

## Geschichte
Die Stadt Bruck an der Mur hatte sich bereits früh dem evangelischen Glauben angeschlossen. Schon vor dem Bauernaufstand 1525 wird das Wirken lutherisch gesinnter Geistlicher, des Stadtpfarrers Dr. Otmar und des Priesters Christoph Wagner, in Bruck berichtet, und 1577, als Erzherzog Karl auf dem Brucker Landtag Glaubensfreiheit zusicherte, war bereits der Großteil der Gemeinde dem Protestantismus zugetan, bevor ab 1598 die Gegenreformation durchgesetzt wurde. Erst im 19. Jahrhundert etablierte sich wieder eine evangelische Gemeinde. Von 1859 bis 1863 hatte diese Gastrecht in der Kirche auf Schloss Lichtenstein, und von 1869 bis 1900 diente ein Gastraum über einem Eiskeller als Notkirche. 1902 wurde ein Betsaal erworben und nachfolgend von Otto Bartning adaptiert. Seit 1912 selbständige Gemeinde, erfolgte 1913 die Planung eines großzügigen, aber nicht verwirklichten Kirchenneubaus durch den mit dem Bau der Kreuzkirche in Graz und der Heilandskirche in Fürstenfeld bekannten Otto Kuhlmann, der wegen des Ersten Weltkriegs nicht zustande kam. Ein weiteres, 1936 bis 1938 entwickeltes Projekt konnte dann wegen des Zweiten Weltkriegs nicht realisiert werden. 1957–1959 wurde die neue Kirche nach Plänen des Grazer Architekturprofessors Sepp Letzner und Laurenz Schweighofer erbaut. 2002 erhielt die Kirche ihr aus drei Glocken bestehendes Geläut.

## Architektur
Die evangelische Kirche ist ein oktogonaler Zentralbau, erweitert um einen jeweils rechteckigen Eingangsvorbau und Altarraum. Abgeschlossen wird der Baukörper von einem achtseitigen Zeltdach mit Umgang, bekrönt von einem spitzen Dachreiter. Entworfen ist sie in den Formen des abstrakten Historismus mit einem Stufenportal und gekoppelten Rundbogenfenstern. Die Bezüge zu der gleichfalls oktogonalen Heilandskirche in Krems an der Donau, errichtet 1912 bis 1913 durch Otto Bartning, sind unübersehbar. Unter die Vorbilder sind auch die in vorreformatorischer Zeit als spätgotischer Zentralbau erbaute Heiligen-Geist-Kapelle Bruck an der Mur sowie der erste evangelische Kirchenbau in Rottenmann zu zählen, der in Form eines achtseitigen Zentralbaus errichtet war. 